# التدليك العلاجي
التدليك العلاجي هو أسلوب قديم للعلاج ويشمل تطبيق التدليك العلاجي استخدام الضغط والاحتكاك والتلاعب بالأنسجة العضلية والأربطة والأوتار والأجهزة الليمفاوية باستخدام اليدين أو الأدوات الخاصة بهدف تحسين الصحة العامة وتخفيف الألم، ويتمتع التدليك العلاجي بشعبية كبيرة حول العالم ويعتبر من الطرق البديلة للعلاج التي يعتمد عليها العديد من الأشخاص، وتعود فوائد التدليك العلاجي إلى آلاف السنين، حيث يساهم في تحسين الدورة الدموية وتخفيف الضغط النفسي والتوازن العقلي والجسدي، ويمكن أن يستخدم التدليك العلاجي لعلاج العديد من الحالات والأمراض مثل آلام العضلات والمفاصل، وآلام الرأس والصداع والإجهاد.

## تاريخ
التدليك له تاريخ طويل يمتد لآلاف السنين، ويُعتبر التدليك جزءًا من التقاليد القديمة في العديد من الثقافات حول العالم. فقد عُثر على آثار تشير إلى استخدام التدليك منذ العصور القديمة في الهند والصين ومصر واليونان وروما، وتاريخياً كان التدليك يستخدم في العديد من الأغراض مثل العلاجات الطبية والاسترخاء والتجميل والعناية بالجسم والعافية العامة، وتطورت تقنيات التدليك على مر العصور، وظهرت مدارس مختلفة للتدليك مثل التدليك العلاجي والتدليك التايلندي والتدليك السويدي والتدليك الشرق آسيوي والعديد من التقنيات الأخرى، وفي الوقت الحالي، يُمارس التدليك في الأندية الصحية ومراكز العافية وصالونات التجميل والمنتجعات الصحية وحتى في المنازل، وتوفر التكنولوجيا المتقدمة اليوم أجهزة وأدوات مساج متنوعة تُستخدم لتقديم تجارب تدليك فريدة ومُخصصة لاحتياجات الأفراد المختلفة.

## المتخصصين
المتخصصون في التدليك العلاجي هم الأشخاص الذين حصلوا على تدريب كافٍ وشهادات معترف بها لممارسة للعمل كأخصائي تدليك، ولديهم معرفة علمية عن تركيب الجسم البشري والعوامل المؤثرة فيه، بالإضافة إلى فهم الأمراض والإصابات والشروط الطبية المختلفة، ويعملون على تقييم المشكلات والاضطرابات الحالية وتوفير حلول تدليك مخصصة تستهدف تلك المناطق المشكلة، ويوجد أيضا العديد من المتخصصين لديهم المعرفة والمهارات اللازمة لتقييم حالة المريض واقتراح الجلسات المناسبة وتنفيذها بصورة آمنة وفعالة كالمعالجين الرياضيين وأخصائيين الإصابات والتأهيل والعلاج الطبيعي.

## أنواع التدليك
هناك العديد من أنواع التدليك المختلفة والتي تشمل:
- التدليك العلاجي

ويسمي أيضاً التدليك العميق هو نوع من العلاج التكميلي الذي يستخدم تقنيات التدليك لتخفيف الألم وتحسين الحالة العامة للجسم والعقل. يتم استخدام تقنيات التدليك المختلفة مثل الضغط، والاحتكاك، والسحب، والدهن للعضلات والأنسجة الرخوة لتحقيق تأثيرات إيجابية، ويُعتبر التدليك العلاجي فعالًا في تقليل التوتر والتوتر العضلي، وتحسين الدورة الدموية، وتعزيز الاسترخاء والعافية العامة.
- التدليك الرياضي

يستخدم لتحسين أداء الرياضيين وتقوية العضلات وتجنب الإصابات.
- التدليك التايلاندي

يستخدم تمارين الإطالة والضغط على النقاط الحساسة لتحسين الطاقة والمرونة.
- التدليك الشرقي أو الصيني

يستخدم تقنيات مثل التدليك بالأصابع والتدليك بالأعشاب لتحفيز الشفاء والاسترخاء.
- التدليك بالحجارة الساخنة

يستخدم حجارة ساخنة لتوفير تدليك عميق واسترخاء للعضلات.
- التدليك السويدي

يستخدم لتخفيف التوتر والشد في العضلات وتحسين الدورة الدموية.